# Comuna Pleșeni, Cantemir
Comuna Pleșeni este o comună din raionul Cantemir, Republica Moldova. Este formată din satele Pleșeni (sat-reședință), Hănăseni și Tătărășeni.

## Demografie
Conform datelor recensământului din 2014, comuna are o populație de 2.903 locuitori. La recensământul din 2004 erau 3.115 locuitori.

## Administrație și politică
Componența Consiliului local Pleșeni (13 consilieri), ales la 5 noiembrie 2023, este următoarea:
|  | Partid                                        | Consilieri | Componență | Componență | Componență | Componență | Componență | Componență | Componență |
|  | --------------------------------------------- | ---------- | ---------- | ---------- | ---------- | ---------- | ---------- | ---------- | ---------- |
|  | Partidul Acțiune și Solidaritate              | 7          |            |            |            |            |            |            |            |
|  | Partidul Dezvoltării și Consolidării Moldovei | 5          |            |            |            |            |            |            |            |
|  | Candidat independent VASILII CASIAN           | 1          |            |            |            |            |            |            |            |